# Hartvig Marcus Frisch (Kaufmann)

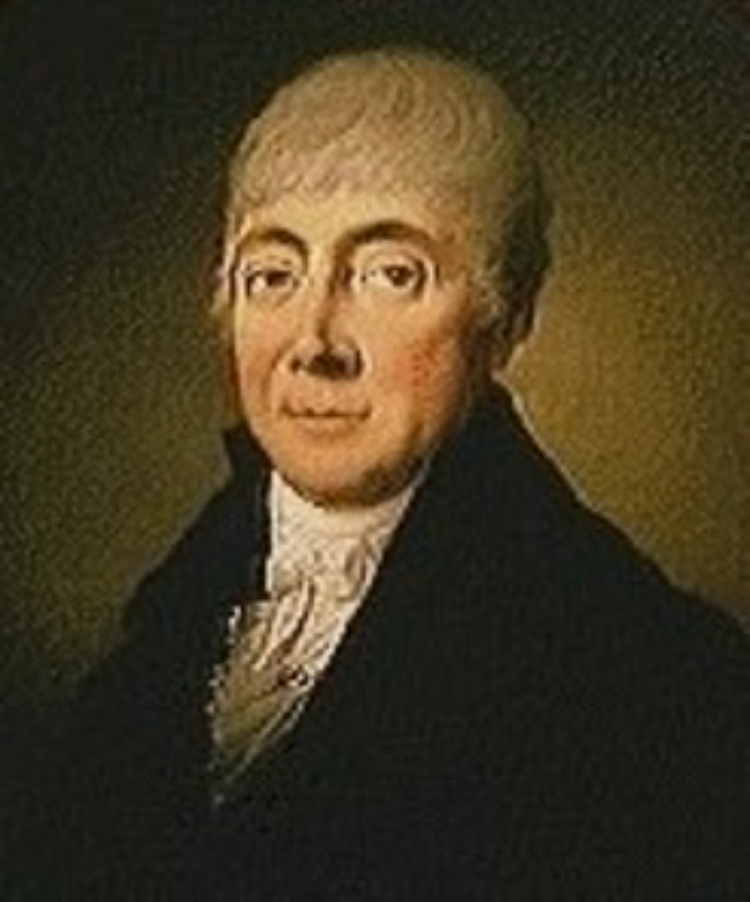
Hartvig Marcus Frisch (um 1811)

Hartvig Marcus Frisch (* 7. September 1754 in Helsingør; † 22. August 1816) war ein dänisch-deutscher Kaufmann.

## Leben
Hartvig Marcus Frisch war der Sohn des Zollinspektors Hartvig Marcus Frisch (1709–1781) und dessen zweiten Frau Jacobine Henriette Henrici (1725–1769). Aus den beiden Ehen seines Vaters hatte er insgesamt 15 Geschwister, darunter zwei ältere Brüder gleichen Namens, die jung gestorben waren. Er gehörte der deutschen Minderheit an.
Hartvig Marcus Frisch beendete 1771 die Schule und wurde in Altona bei der Bank angestellt. 1774 wurde er Sekretär der Zollkammer in Helsingør. 1776 wurde er zum Protokollisten befördert. Als sein Vater 1781 starb, wurde Hartvig Marcus Frisch zum Oberaufseher für den Handel mit Island und der Finnmark, aber noch im selben Jahr von Heinrich Carl Schimmelmann zum Direktor von Den Kongelige Grønlandske Handel ernannt, der gerade gegründet worden war.
In seiner Amtszeit modernisierte er den Handel und setzte sich für den Walfang in Grönland ein. Seine kaufmännische Ausbildung half ihm bei der Leitung des Handels. 1788 wurde er zudem Mitglied der Handelskommission und 1792 Vorsitzender der Gründungskommission für die Dänische, Norwegische, Schleswigsche und Holsteinische Vereinigte Handels- und Kanalkompanie. Später war er auch noch in anderen Kommissionen tätig. 
Von 1794 bis 1803 war er nebenher als Landwirt auf seinem Hof Vodroffgård in Frederiksberg tätig. 
Er war bemüht, die grönländische Bevölkerung in die freie Marktwirtschaft zu integrieren und den Kolonialhandel somit zu liberalisieren, musste seine Pläne aber durch die Entwicklungen der Napoleonischen Kriege von 1807 bis 1814 und des dänischen Staatsbankrott von 1813 aufgeben und sich stattdessen darauf konzentrieren, den Handel in irgendeiner Form am Laufen zu halten, wobei die Kosten für die Versorgung Grönlands in keiner Weise durch die Einnahmen aus dem zusammengebrochenen Handel gedeckt werden konnten. 1813 wurde er Etatsrat. 
Er starb 1816, wobei er ein deutlich kriegsgeschwächtes Staatsunternehmen hinterließ. Als Sterbeort wird „Ems“ (möglicherweise Bad Ems) angegeben und das Schiff mit seinem Sarg sank auf dem Weg nach Dänemark.

## Familie
Am 10. Januar 1783 heiratete er in Kopenhagen Dorothea (Dorthe) Tutein (1764–1814), eine Tochter des Textilfabrikanten Peter Tutein (1726–1799) und dessen Frau Pauline Maria Rath (1725–1799). Aus der Ehe gingen folgende Kinder hervor:
- Henriette Pauline Frisch (1784–1785)
- Peter Adolph Frisch (1784–1785)
- Henriette Pauline Frisch (1786–1802)
- Theodor Frisch (1788–1836), Kaufmann, verh. mit Clara Emilie Tutein (1800–1854)
- Frederik Emil Frisch (1790–1853), Generalkriegskommissar, verh. mit Juliane Frølich (1789–1851)
- Constantin Frisch (1793–1865), Gutsbesitzer, verh. mit Marie Catharine Tutein (1800–1871)
- Sophie Frederikke Frisch (1796–1872), verh. mit Joseph Nicolai Benjamin Abrahamson (1789–1847), Kammerherr